# Cnesteboda anisocornutana
Cnesteboda anisocornutana är en fjärilsart som beskrevs av Józef Razowski 1964. Cnesteboda anisocornutana ingår i släktet Cnesteboda och familjen vecklare. Inga underarter finns listade i Catalogue of Life.